# 許惠美

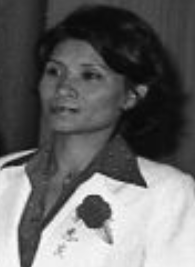
許惠美肖像

許惠美（1939年—1993年4月30日），台灣臺北市大同區大稻埕人，編舞家，以編舞《七夕雨》等著名。

## 生平

### 早年習舞
許惠美為1939年生於大稻埕，為家中長女，在家中九個孩子中排行第二。八歲她跟李淑芬學舞，是李淑芬自認最得意的學生之一。許惠美家族經營台北市金山戲院，該戲院在戰後初期以表演京劇而在票友受好評。許惠美也在自家戲院欣賞顧正秋、戴綺霞而受影響。
許惠美十九歲時以演出王昭君獲舞蹈比賽最佳示範表演獎，隔年以演出梁紅玉獲得冠軍。1959年2月10日，李淑芬受邀至韓國作舞蹈表演。許惠美就表演民俗舞蹈《老背少》，被選為最優五位團員之一。

### 自立門戶
李淑芬於1961年解散舞團並移居新加坡後，許惠美依然與同門的原文秀、崔蓉蓉等人保持聯絡。據彭明敏晚年回憶，1964年他發表《台灣自救運動宣言》而逃亡時，就把該文件寄放在不知情的許惠美身邊。
許惠美自己住在和平東路，於1966年自立門戶成立許惠美舞蹈社，便將舞蹈班則開在自家地下室。曾照薰回憶當時她雙親離婚時，白天她自己就在此學舞，晚上便在舞蹈室地板入睡。
許惠美認為編舞時應掌握兩大原則：一是藝術為創作而不是模仿，需加入個人的創意在內，二是她認為任何藝術都具有民族性，舞蹈也不例外，要把握各民族舞蹈的特色。她投身幼童舞蹈，在各校擔任比賽舞蹈的編舞設計，透過舞蹈社成果發表的編舞吸引關注，日後受邀到電視節目《萬紫千紅》、《天上人間》擔任編舞、及各類影片的舞蹈設計與編排，如《浣紗溪》、《爬山》、《貓與老鼠》、《小螞蟻》、《沙鷗》。
1974年起，許惠美擔任中華民國青年友好訪問團甄選與編舞，產出舞蹈作品《鼓舞》、《金環舞》等。此外，許惠美將看張正芬、顧正秋演的京劇《天女散花》，以水袖、綵帶、花籃來舞出漫天祥瑞，改編成編舞《天女散花》。1978年5月4日報導，許惠美獲文藝獎章舞蹈編導獎。1979年，許惠美帶中華民國青年友好訪問團在美國表演時，《天女散花》獲得好評。
許惠美有個心願是將和幼年與母親在陽台乘涼時聽到的牛郎織女故事，改編成一齣大型舞劇《七夕雨》。1984年11月10日，許惠美以古典芭蕾呈現的三幕劇《七夕雨》在台北市社教舘演出，由崔蓉蓉與陳淑玲雙演織女、盧志明演牛郎。該舞劇曾獲何懷碩、申學庸等人好評。像台北市立國樂團團長陳鄭港在2023年表示，《七夕雨》開啟台灣民族舞劇及大型製作的先河。在發表《七夕雨》後，許惠美半退休至三芝的祖厝生活。

### 得病去世
許惠美在1987年為台灣區運動會編排手持銀扇、穿傳統服飾演出的大會舞《氣貫長虹》時就感到身體不適，1991年在臺大醫院被確診胃癌末期，最終於1993年4月30日病逝於台北。許惠美去世前隱瞞病情，去世數月後才有辭世消息。次年周年忌日前夕，由霍榮齡、王信、陳怡真、陳小凌、蔡文怡編輯紀念書《天空的一片雲──懷念許惠美》出版。
逝世二周年，許惠美之妹許梨美邀請許惠美的合作夥伴，如聶光炎、霍榮齡、崔蓉蓉等人重現《七夕雨》。1995年5月31日，在國家戲劇院上演。日後，曾照薰曾兩度演出《七夕雨》。